# 森英一
森 英一（もり えいいち、1945年10月10日- ）は、日本近代文学研究者、金沢大学名誉教授。

## 人物・来歴
青森県弘前市生まれ。北海道大学大学院博士課程中退。金沢大学教育学部助教授、教授を経て、2011年定年退職、名誉教授。金沢近代文芸研究会（『イミタチオ』発行）代表理事。筆名・三木進一。

## 著書
- 『石坂洋次郎の文学』創林社, 1981.10
- 『物語・石川の文学』能登印刷・出版部, 1985.11
- 『明治三十年代文学の研究』桜楓社, 1988.12
- 『秋声から芙美子へ』能登印刷・出版部, 1990.10
- 『林芙美子の形成 その生と表現』有精堂出版, 1992.5
- 『不軌の絵師 久隅守景と加賀藩』三木進一. 能登印刷出版部, 1999.10
- 『夢追いびと等伯』三木進一. 能登印刷出版部, 2001.7
- 『雪解け頃』三木進一. 能登印刷出版部, 2004.6
- 『五木寛之の文学 ひとつの読み方』能登印刷出版部, 2005.7
- 『維新の暈』(イミタチオ叢書) 三木進一. 金沢近代文芸研究会, 2010.10
- 『小説の生誕地・その源流をたどる 日本海辺の文学研究序説』能登印刷出版部, 2018.10
- 『林政文の生涯 北國新聞社第二代社長』北國新聞社, 2018.8

共編著
- 『石川近代文学全集 別巻  軌跡・石川の近代文学』上田正行,小林輝冶共編著 石川近代文学館, 1998.10